# Larry Ronald Noblick
Larry Ronald Noblick (1948) es un botánico estadounidense, que ha trabajado en taxonomía en Brasil; desarrollando su actividad académica en el "Departamento de Biología Vegetal", de la Universidad Estatal de Ohio. Y también, a partir de 1990 en el Fairchild Tropical Botanical Garden.
En marzo de 1980, funda el Herbario de la Universidad Estatal de Feira de Santana, y fue su primer curador.

## Algunas publicaciones
- 1991. The Indigenous Palms of the State of Bahia, Brazil. Ed. Univ. of Illinois at Chicago, 523 pp.
- 1977. An Annotated List of the Herbarium Specimens of the Maria Mitchell Association: Dept. of Natural Science, Nantucket, Massachusetts. Ed. Rand Press, 222 pp.
- 1973. Wahkeena Ferns. Con William T. Schultz. Ed. Ohio Historical Soc. 16 pp.
- 1972. The Plant Communities and Vascular Flora of Conkle's Hollow State Park, Hocking County, Ohio. Ed. Ohio State Univ. 326 pp.

## Eponimia
- (Arecaceae) Butia noblickii Deble, Marchiori, F.S.Alves & A.S.Oliveira[2]
- (Melastomataceae) Microlicia noblickii (Wurdack) A.B.Martins & Almeda[3]